# Speedway Grand Prix 2001
Speedway Grand Prix 2001 kördes över sex omgångar. Svensken Tony Rickardsson blev världsmästare.

## Delsegrare
| Datum        | Stad      | Vinnande förare  |
| ------------ | --------- | ---------------- |
| 5 maj        | Berlin    | Tomasz Gollob    |
| 9 juni       | Cardiff   | Tony Rickardsson |
| 28 juli      | Köpenhamn | Tony Rickardsson |
| 18 augusti   | Prag      | Billy Hamill     |
| 8 september  | Bydgoszcz | Jason Crump      |
| 29 september | Linköping | Jason Crump      |

## Slutställning
| Plats | Förare           | Poäng |
| ----- | ---------------- | ----- |
| 1     | Tony Rickardsson | 121   |
| 2     | Jason Crump      | 113   |
| 3     | Tomasz Gollob    | 89    |
| 4     | Ryan Sullivan    | 80    |
| 5     | Leigh Adams      | 69    |
| 6     | Billy Hamill     | 61    |
| 7     | Mikael Karlsson  | 59    |
| 8     | Todd Wiltshire   | 56    |
| 9     | Mark Loram       | 54    |
| 10    | Niklas Klingberg | 54    |